# Charaxes cytila
Charaxes cytila är en fjärilsart som beskrevs av Rothschild 1900. Charaxes cytila ingår i släktet Charaxes och familjen praktfjärilar. Inga underarter finns listade i Catalogue of Life.